# Ян Шитлер
Ян Шитлер (нар. 1763, помер 1850) — шеф-кухар, автор перших у Польщі систематизованих кулінарних книг . 

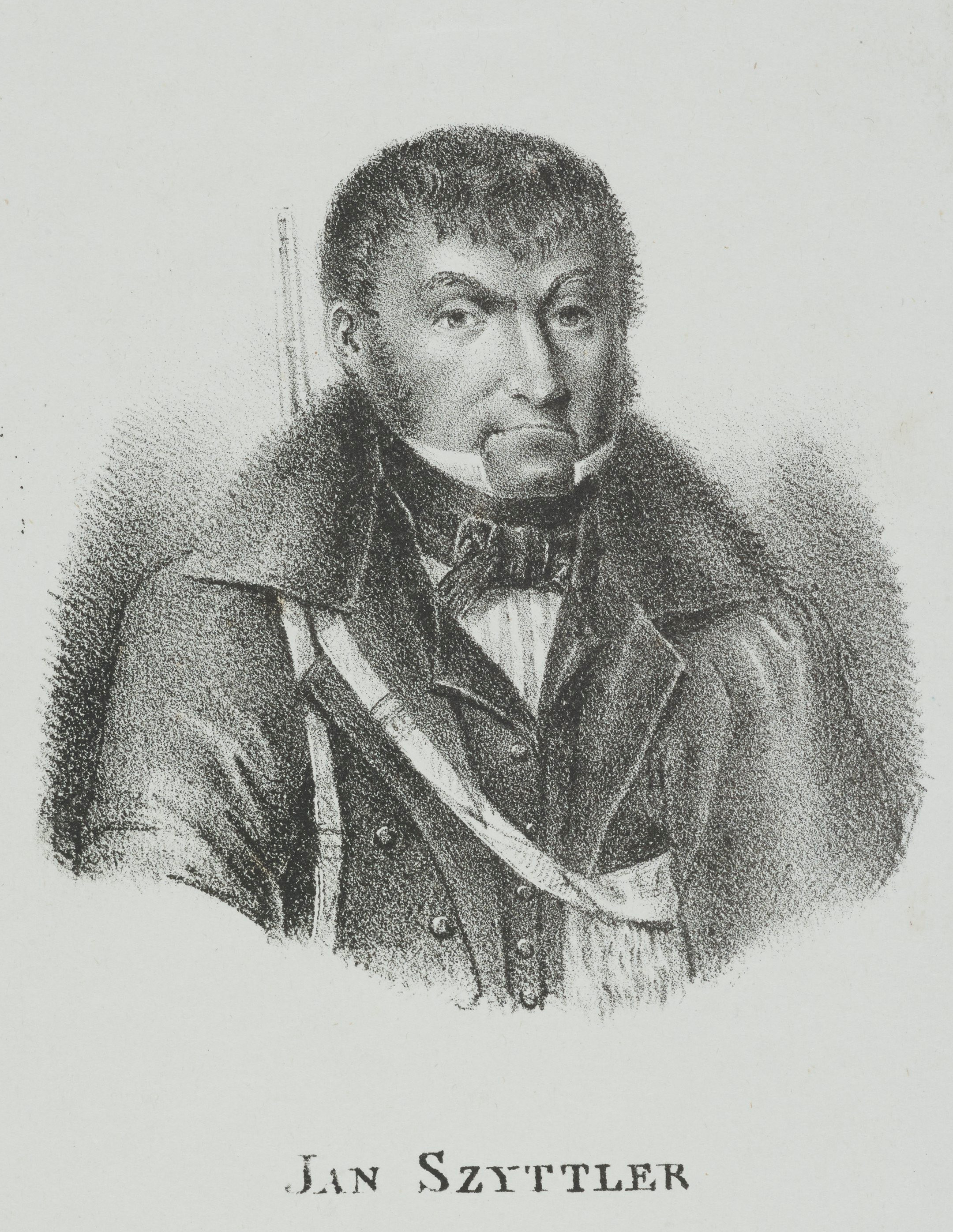
Ян Шіттлер

Народившись у Варшаві в сім’ї кухаря, розпочав свою кар’єру у віці чотирнадцяти років, як кухонний хлопчик при дворі Огіньського в Седльце. Пізніше був шеф-кухарем при дворі Станіслава Августа Понятовського (під керівництвом відомого шеф-кухаря Пола Тремона). Кулінарні смаки короля Станіслава Августа започаткували моду на вишукану, але здорову кухню, поєднуючи французькі та польські кулінарні традиції. 
У 1820 році оселився у Вільнюсі, де до кінця життя займався виключно написанням та виданням книг та путівників на тематику сільського господарства, в тому числі кулінарних, які користувалися великою популярністю у Польщі, Литві та Білорусі. Кулінарні книги Шитлера (які були опубліковані у величезній кількості на той час) мали великий вплив на формування благородних та буржуазних кулінарних смаків. 
Шіттлер опублікував кілька десятків книг, серед яких найпопулярніші: «Мисливська кухня, тобто полювання» (1823), «Талановитий кухар» (1830), «Посібник для мисливців» (1839), «Новий кухар для ослаблених осіб» (1837), «Економна кухарка» (1835; ред.). III розширення, 1840 р .; ред. IV дод., 1850). 
Шитлер черпав натхнення для своїх рецептів як з французької, так і з польської кухні, а в меншій мірі - з литовської та білоруської. Інші автори, такі як Анна Цюндзевічка (литовська домогосподарка, 1848) та Вінсент Завадзка ( литовський шеф-кухар, 1854), які писали твори на подібну тематику, були сильно натхнені книгами Шитлера. 